# Delfos (municipio)
Delfos (griego: Δελφοί) es un municipio de la República Helénica perteneciente a la unidad periférica de Fócida de la periferia de Grecia Central.
El municipio se formó en 2011 mediante la fusión de los antiguos municipios de Ámfisa, Delfos, Desfina, Galaxidi, Graviá, Itea, Kallieís y Parnassos, que pasaron a ser unidades municipales. Aunque existe un pueblo llamado Delfos en la unidad municipal homónima, la capital del municipio es Ámfisa. El municipio tiene un área de 1123 km².
En 2011 el municipio tenía 26 716 habitantes, de los cuales 1767 vivían en la unidad municipal de Delfos.
El término municipal comprende un área montañosa entre los montes Giona y Parnaso. Por el sur, el municipio tiene salida al mar a través del golfo de Corinto.
En el sureste del término municipal, a las afueras del pueblo de Delfos, se ubican las ruinas de la antigua ciudad de Delfos, que da nombre tanto al pueblo como al municipio. Sobre estas ruinas se construyó una localidad medieval llamada "Kastrí" (Καστρί), pero a finales del siglo XIX se llevaron a cabo excavaciones y se trasladó la localidad, fundando el actual pueblo de Delfos. Las ruinas fueron declaradas Patrimonio de la Humanidad en 1987.